# Clodii
Les Clodii sont les membres d'une gens romaine plébéienne, leur nom est dérivé des Claudii patriciens.

## Nomen
Le nomen Clodius est une variante du nomen Claudius qui permet à certains membres de la gens patricienne de se détacher de ce statut et de la branche dont ils sont issus afin de revendiquer un statut plus proche des plébéiens. Claudia et Clodia sont les prénoms féminins issus de ces nomina.

## Membres

### Sous la République
Publius Clodius Pulcher et ses sœurs, donc la fameuse Clodia, tous issue de la famille patricienne des Claudii ont changé leurs noms en Clodius et Clodia pour mieux se présenter comme défenseurs de la plèbe.

#### Autres
- Clodius Aesopus, (v. -120 - ap. -55), acteur tragique romain, contemporain de Cicéron[a 1].
- Servius Clodius, (v. -105 - av. -60), chevalier romain, grammairien;
- Lucius Clodius, (v. -70 - ap. -43), tribun de la plèbe en 43 av. J.-C.

### Sous le Principat

#### Clodii Vestalis
- Caius (Clodius), (v. -60 - ?);
  - Caius Clodius Vestalis, (v. -35 - ap. v. 5/10), préteur, proconsul de Crète et Cyrénaïque sous Auguste[b 1],[b 2],[b 3].
    - Caius Clodius Vestalis, (v. -15 - ap. v. 5/10) Decemvir;

#### Clodii Thrasea
- Publius Clodius Thrasea Paetus, (v. 10 - 66), consul suffect en 56;
  - (Clodia) Fannia, (v. 35 - ap. 107), épouse de Caius Helvidius Priscus;

#### Clodii Crispini
- Caius Clodius Crispinus, (v.70 - ap.113), consul en 113[b 4],[b 5];
  - ? (Vettius) Crispinus, (v.79 - ap.96) tribun militaire, fils adoptif du précédent ?[a 2];

#### Clodii Nummi
Les Clodii Nummi sont inscrits dans la Tribu Maecia, ils sont peut être originaire de Néapolis.
- Caius (Clodius Nummus), (v.30 - ?);
  - Caius Clodius Nummus, (v.55 - ?), questeur en Asie;
    - Caius Clodius Nummus, (v.75 - ap.114), consul suffect en 114[b 7];
    - Lucius Acilius Strabo Clodius Nummus, (v.80 - ap.133), consul suffect, proconsul d'Afrique, fils adoptif de Acilius Strabo[b 8],[b 9],[b 10];
      - Quintus Cornelius Proculus, (v.110 - ap.161), consul suffect en 146, proconsul d'Asie;

#### Clodii Marcellini
- Marcus Clodius Marcellinus, (v. 145 - ?), légionnaire de la legio I Minerva[b 11];
- Lucius Clodius Marcellinus, (v. 180 - ap. 210), légionnaire[b 12];
- Quintus Clodius Marcellinus, (v. 145 - ?), centurion de la legio I Minervia[b 13];
  - ? Clodius Marcellinus, (v. 180 - ap. 218/22), tribun militaire de la legio II Adiutrix[b 14]

#### Clodii Laeti
- Marcus Clodius Laetus, (v.140/5 - ?), légat d'Auguste propréteur de Moesie inférieur[b 15];
  - ? (Clodius Laetus), (v.170 - ?);
    - ? Clodia Laeta, (v.190 - 213), vestale exécuter pour inceste en 213;
    - ? (Clodius Laetus), (v.200 - ?);
      - ? Publius Clodius Laetus Macrinus, (v.230 - ap.261), légat propréteur de Lusitanie[b 16];

#### Clodii Pupieni
- Marcus Clodius Pupienus Maximus, (v.164 - 29/7/238), empereur romain en 238;
  - ? Titus Clodius Pupienus Pulcher Maximus, (v.190 - ?), consul suffect;
    - ? Lucius Clodius Tineius Pupienus Bassus, (v.215/20 - ?), proconsul de Crète et Cyrénaïque vers 250[b 17];
      - ? Marcus Tineius Ovinius Castus Pulcher, (v.240 - ap.v.275), consul suffect, pontife;
        - ? Ovinius Tineius Tarrutenius Nonius Atticus, (v.260 - v.288), préteur;
          - Ovinius Gallicanus, (v.280 - ap.318), consul en 317, praefectus urbi de 316 à 318[2].

  - ? Marcus Pupienus Africanus, (v.203 - ap.236), consul en 236;
    - ? Publius Pupienus Maximus, (v.225/30 - ?);
      - Pupiena Rufina, (v.255/60 - ?), épouse de Maecius Marullus;

    - ? Pupiena Sextia Paulina Cethegilla;

#### Clodii Hermogeniani
- Marcus Clodius Macrinus Vindex Hermogenianus, (v.140 - ap.v.200), proconsul d'Afrique vers 200;
  - ? Marcus Clodius Macrinus Hermogenianus, (v.165 - ?);
    - ? Clodius Celcinus, (v.190 - ?)[b 18];
      - Quintus Fabius Clodius Agrippianus Celsinus, (v.210/5 - ap.249), proconsul de Carie en 249;
        - ? (Clodius Celsinus), (v.245 - ?)
          - ? (Clodius Celsinus), (v.275 - ?);
            - ? Clodius Celsinus Adelphius, (v.305 - ap.351), Préfet de Rome en 351[b 19],[b 20];
              - Quintus Clodius Hermogenianus Olybrius, (v.335 - 384), consul en 379[b 21],[b 22];
                - Anicia Faltonia Proba, (v.365 - 432), épouse de Sextus Claudius Petronius Probus;
                - ? Adelphius, (v. 370 - ap. v. 415), évêque de Limoges;
                  - ? Adelphius, (v. 395 - ap. v. 435), évêque de Limoges;
                    - ? Ne, (v. 420 - ?), épouse un frère de Léonce d'Arles[3];

              - Faltonius Probus Alypius, (v.340 - ap.397), Préfet de Rome en 391[b 23],[b 24];

#### Clodii Pompeiani
- Lucius Clodius Pompeianus, (v.160 - ap.203), consul suffect en 203[b 25];
  - ? (Clodius Pompeianus), (v.185 - ?);
    - ? Clodius Pompeianus, (v.205 - ap.241), consul en 241;

#### Clodiid'Afrique

##### Clodiid'Hadrumetum
- Imp. Caesar Decimus Clodius Septimius Albinus Augustus, (v. 150 - 19/2/197), empereur romain en 193, usurpateur en 196.
- Caius Clodius Suc(cessus?)[b 26];
- Caius Clodius Maximus[b 27];
- Caius Clodius Liberalis, père de Clodia Artemisia[b 28].

##### Clodii de Muzuca
- (Clodius), (v. 100 - ?);
  - Caius Clodius Saturninus, (v. 125 - ?), décurion de Muzuca[b 29];
    - (Clodius), (v. 150 - ?);
      - Clodia Macrina, (v. 175 - ap. v. 200), clarissima femina[4];

  - Clodius Celer, (v. 130 - ?)

#### Autres
- Caius Clodius Licinus, consul suffect en 4, historien romain[5],[b 30].
- Titus Clodius Eprius Marcellus, consul suffect en 62 et en 74.
- Publius Clodius Quirinalis, (v. 20 - ap. 54/68), originaire d'Arelate, professeur de rhétorique sous Néron.
- Lucius Clodius Macer, (v. 35 - 8/68), propréteur d'Afrique en 68, il se révolte contre Néron et bloque l'approvisionnement en blé vers Rome.
- Titus Clodius Vibius Varus, (v. 125 - ap. 160), consul en 160.
- Quintus Clodius Rufinus, (v. 160 - v. 197), légat de Numidie en 191/2, mis à mort par Septime Sévère et victime de damnatio memoriae[b 31],[b 32].
- Decimus Clodius Galba, (v.160 - ap.203), procurateur en Afrique proconsulaire[b 33].
- Clodius Rufus, chevalier romain, amie de (Caius Maesius Fabius) Titianus, fils de Caius Maesius Titianus, consul en 245[b 34].
- Clodius Passenianus, (v. 245 - ap. 276/82), vir consularis, praeses de la province de Syrie Palestine[6],[b 35].
- Clodius Culcianus, (v.270 - ap.306), Préfet d'Égypte de 303 à 306;

## Pour approfondir